# Истина (филм)
Истина (фр. La Vérité) је играни филм из 2019. године. Написао га је и режирао јапански редитељ, продуцент, сценариста и монтажер Хироказу Корееда (јап. Hirokazu Kore-eda). Главне улоге тумаче Катрин Денев, Жилијет Бинош, Итан хок и Лудвин Сањие. То је Кореедин први филм који је измјештен из Јапана и који није на његовом матерњем јапанском језику. 

## Радња
Фабијен Данжвил је веома позната француска глумица, која даје интервју о својој новој књизи. Посјећују је њена ћерка сценаристкиња Лумир, њен зет глумац Хенк и њена унука Шарлот. Лумир је изненађена када сазна да је штампа књиге већ готова, јер је очекивала да ће имати прилику да прочита рукопис прије тога. Фабијен јој на то одговара да јој је била послала необјављену верзију. Исте ноћи, Лумир чита књигу.
Сљедећег дана, Лумир се суочава са Фабијен поводом неких дијелова књиге који описују њихов однос јер то чине на бајковит начин. Фабијен је заправо јако ријетко проводила вријеме са Лумир. Такође је пита зашто нигдје не спомиње Сару. Фабијен јој одговара да је то њена књига. Касније Лик, Фабијенин асистент и менаџер, упућује Лумир о томе како Фабијен снима нови филм, само због тога што у њему главну улогу тумачи Манон Леноар, звијезда у успону француске глуме, која сву публику подсјећа на Сару. Филм се зове Сјећања на моју мајку.
Лумир одлази на сет снимања филма, правећи се да је Фабијенин асистент, да би посматрала како се филм снима. Ради се о филму научне фантастике у коме мајка која умире одлучује да оде у свемир, гдје престаје да стари. У разним годинама битним за живот њене ћерке она је посјећује на Земљи при чему ћерка изгледа све старије и старије сваком посјетом док мајка остаје исте старости. Фабијен тумачи улогу ћерке у њеним седамдесетим годинама. Током заједничког читања сценарија, сви у просторији су одушевљени са Манонином изведбом, али се Фабијен чини изнервираном и каже да мисли да Манон претјерује.
Лик говори Фабијен да је одлучио да се пензионише и оде живјети са синовљевом породицом. Фабијен је изненађена овом одлуком и сазнањем да Лик има толико унучади. Лумир пита Лика зашто одлази на шта јој он одговара да га Фабијен ниједанпут није поменула у својим меомарима, као да није ни постојао. Он савјетује Лумир да преузме улогу асистента, мислећи да би њих двије чиниле одличан тандем. Пјер – Лумирин отац и Фабијенин бивши муж – изненађује све својим ненајављеним доласком, Лумир схвата да је дошао да би тражио новац од Фабијен, јер је писала књигу о њему. Лумир га обавјештава да се он тек спомиње у књизи, и то мртав.
Фабијенин садашњи муж, Жак, прави вечеру за све, укључујучи и Пјера. Када Пјер честита Хенку на његовој глумачкој каријери, Фабијен то потцјењује говорећи да је то само телевизијска каријера. Лумир због тога почиње да прича о томе како је Фабијен украла улогу, за коју је добила награду, од Саре тако што је спавала са редитељем. Констатује да је Фабијенина кривица што се Сара убила. Фабијен говори да је то била несрећа. Лумир одлази уплакана. Хенк, који је био престао пити алкохол, почиње пити вино са људима за столом.
Сљедећег дана, док се снимају сцене са Манон, Фабијен упорно говори да јој све на сету смета и да зато не може да изнесе улогу. Током накнадног снимања, Фабијен пада, након чега бриљантно одиграва улогу. Фабијен жели да се Лик врати, али не зна како то да одради. Лумир је савјетује да му се извини, на шта јој Фабијен одговара да се она никад није извинила и тражи од Лумир да јој напише извињење за Лика. Касније, за вечером са Ликом, Фабијен се ипак не извињава већ говори лику да је Лумир та која жели да се Лик врати на мјесто асистента.
Назад на снимању филма, Фабијен паничи и одлази говорећи да престаје са глумом и да јој се Манон руга. Лумир јој говори да једноставно призна да је Манон боља глумица и да престане бјежати. Фабијен се враћа на сет. Говори Лумир да јој се Сара некада причињава, мисли да би много боље глумила да је Сара ту да је надгледа. Фабијен удјељује Манон комплимент и снимање се завршава.
Манон касније долази у посјету. Фабијен говори Манон да је подсјећа на Сару и одлучује да јој поклони Сарину омиљену хаљину, која Манон савршено пристаје. Манон пита каква је Сара била као особа, на шта јој Фабијен одговара да је била веома талентована.
Фабијен признаје Лумир да је била љубоморна на Сару. Лумир је опет пита зашто је не спомиње у књизи на шта Фабијен одговара да можда хоће, али у другом издању. Лумир грли своју мајку и плаче говорећи јој да изгледа да има неке магичне моћи, с обзиром да је на ивици да јој опрости. Фабијен се изненада узнемирава и говори да је требало да овако одигра сцену са Манон, да је права штета да се не искористе те емоције.
Касније, Шарлот одлази до Фабијен и говори јој да је њена највећа жеља да буде глумица једног дана. Она говори Фабијен да би вољела да њена бака може отићи у свемир, како би је могла видјети како она постаје глумица. Ово гане Фабијен. Шарлот се враћа код Лумир и откривамо да је те реченице за Шарлот написала Лумир. Шарлот је пита да ли те реченице истините, на шта се Лумир једноставно осмјехне.
Лик се враћа на мјесто асистента. Фабијен га топло дочекује и Шарлот му даје папирну медаљу. Фабијен тражи од Лика да јој уговори поновљено снимање сцене из Сјећања на моју мајку, јер мисли да сада може пуно боље да изнесе улогу. Лумир пита Лика да ли је стварно намјеравао да се пензионише, али јој он не одговара. Породица заједно излази и Фабијен говори да воли париске зиме.

## Улоге
| Глумац/глумица   | Улога                   |
| ---------------- | ----------------------- |
| Катрин Денев     | Фабијен Данжвил         |
| Жилијет Бинош    | Лумир, Фабијенина ћерка |
| Итан Хок         | Хенк, Лумирин муж       |
| Лудвин Сањие     | Ејми                    |
| Клемантин Грение | Шарлот                  |
| Манон Клавел     | Манон                   |
| Ален Либол       | Лик Гарбоа              |
| Кристијан Крае   | Жак                     |
| Рожер Ван Хол    | Пјер                    |
| Лоран Капелуто   | новинар                 |
| Маја Санса       |                         |
| Жаки Бероаје     | шеф                     |

## Продукција
У јулу 2018, најављено је да ће улоге тумачити Катрин Денев, Жилијет Бинош и Итан Хок.   Снимање је почело у октобру 2018. године. . Главни кинематограф на снимању био је Ерик Готје. 

## Биоскопска дистрибуција и пријем публике
У јануару 2019, филмске куће И-ЕФ-Се Филмс (енг. IFC Films) и Курзон Артифишал Ај (енг. Curzon Artificial Eye) постале су задужене за дистрибуцију  филма у САД-у и Уједињеном Краљевству.  Свјетска премијера филма десила се на Венецијанском филмском фестивалу 28. августа 2019. године. Филм је такође приказан на Интернационалном филмском фестивалу у Торонту 9. септембра 2019.
Требало је да филм се дистрибуише у САД-у и Уједињеном Краљевству 20. марта 2020.  Међутим, дистрибуција је одгођена због пандемије вируса корона. 

### Критика
На сајту који прикупља филмске рецензије, Ротен Томејтос, филм је скупио процентуалну оцјену у износу од 86%, на основу 76 рецензија, са средњом оцјеном 6,96 од 10. Општа сагласност критичара наводи: „Истина можда не може да парира Кореединим најбољим дјелима, али у њему овај сценариста-режисер поново прилази познатим темама својом изразито осјетљивом нотом.“ Метакритик је филму додијелио средњу оцјену 71 од 100, на основу 13 критика, указујући му „углавном позитивно наклоњене рецензије“.